# American Economic Review
The American Economic Review est une revue académique d'économie publiée par l'American Economic Association depuis 1911. C'est avec le Quarterly Journal of Economics, Econometrica, le Journal of Political Economy et The Review of Economic Studies l'une des revues les plus prestigieuses en sciences économiques.

## Bibliométrie
D'après une étude de Pantelis Kalaitzidakis et al. datée de 2003, The American Economic Review est la revue la plus prestigieuse en économie.
D'après la base de données Ideas RePEc, The American Economic Review est la seconde revue derrière le Journal of Political Economy selon l'indice H et la quatrième revue selon l'indice agrégé,.
Plus de 800 articles publiés par The American Economic Review ont été écrits par des Prix Nobel d'économie.